# Astvadzadur II
Astvadzadur II (ur. ?, zm. ?) – w latach 1841–1844 65. ormiański Patriarcha Konstantynopola.